# Antoine de Bourbon, duc de Vendôme

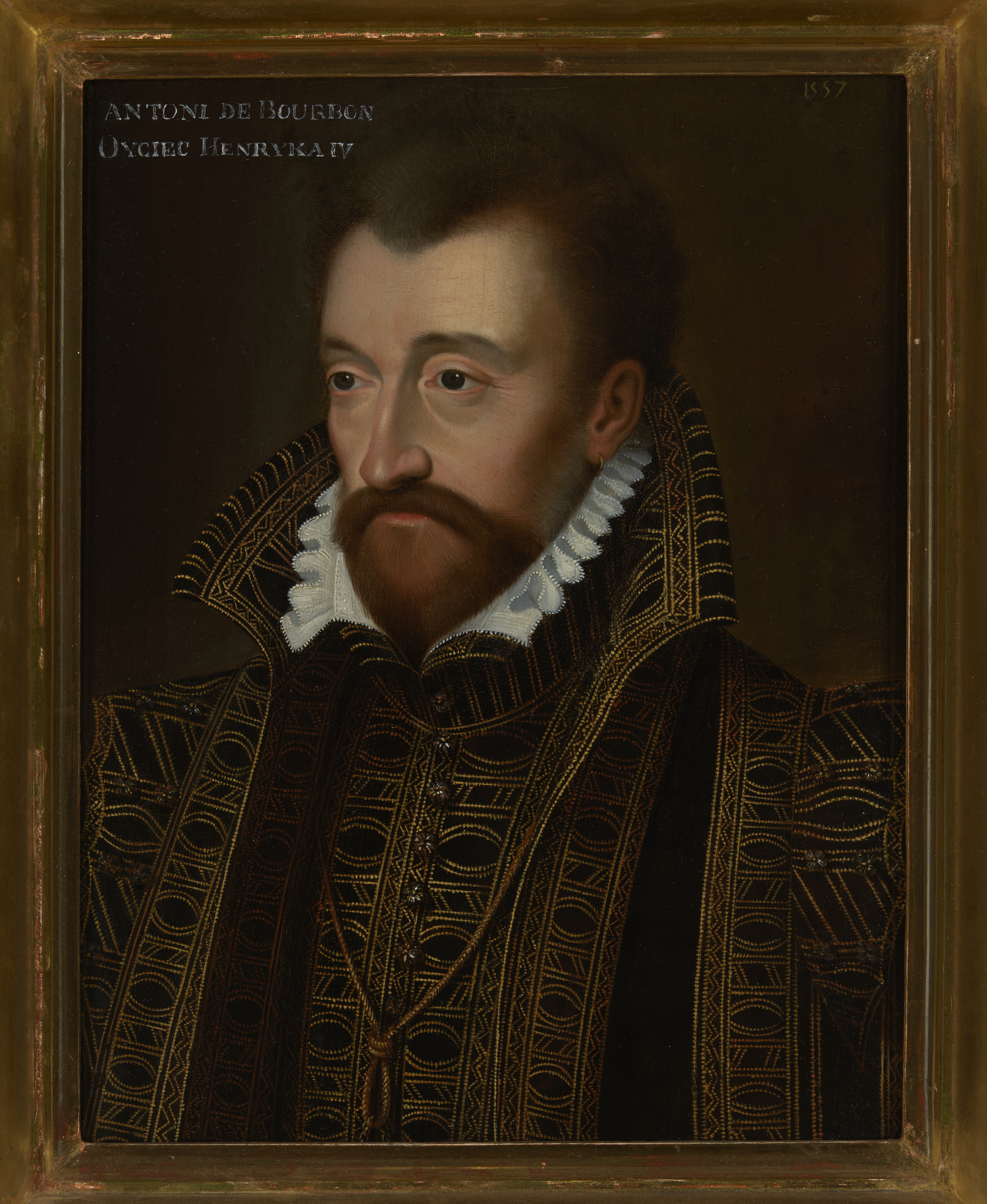
Anton von Bourbon

Antoine de Bourbon, duc de Vendôme (dt. Anton von Bourbon, Herzog von Vendôme; * 22. April 1518; † 17. November 1562 in Les Andelys, Herzogtum Normandie) war als Erster Prinz von Geblüt eines der höchstrangigen Mitglieder des französischen Königshauses und als Ehemann der Königin von Navarra (Nieder-Navarra) seit 1555 Titularkönig von Navarra.

## Leben
Er war der älteste Sohn des Herzogs Charles de Bourbon, duc de Vendôme, und der Françoise d’Alençon und vermählte sich 1548 mit Jeanne d’Albret, der Tochter und Erbin Heinrichs II. von Navarra.
Heinrich IV. von Frankreich war sein zweiter Sohn. Mit seinem Bruder Louis I. de Bourbon war er der Führer der hugenottisch-bourbonischen Verbindung gegen die Guisen, wurde aber verhaftet und erst nach dem Tod Franz’ II. (am 5. Dezember 1560) befreit und von den Häuptern des Katholizismus zum Abfall von seinen Glaubensgenossen bewogen. Anton wurde hierauf Generalstatthalter des Reichs, schloss sich dem katholischen Triumvirat des Herzogs François de Lorraine, duc de Guise, des Connétable von Montmorency und des Marschalls von Saint-André an, kämpfte gegen die Hugenotten, nahm Bourges ein und belagerte 1562 Rouen. An den Folgen einer hier erhaltenen Verwundung starb er am 17. November 1562 in Les Andelys.
Aus seiner Ehe mit Jeanne d’Albret, der Königin von Navarra, stammen folgende Kinder:
1. Heinrich (1551–1553), Herzog von Beaumont
2. Heinrich IV. (1553–1610)
3. Ludwig Karl (1555–1557), Graf von Marle
4. Madeleine (* und † 1556)
5. Catherine (1559–1604), Herzogin von Albret, Gräfin von Armagnac und Rodez, verheiratet mit Herzog Heinrich II. von Lothringen (1563–1624)

Außerdem hatte er einen illegitimen Sohn mit Louise de La Béraudière du Rouhet:
1. Karl (1554–1610), u. a. Erzbischof Karl III. von Rouen 1597–1604